# Cud kwiatowy świętej Doroty
Cud kwiatowy świętej Doroty (Ścięcie świętej Doroty, Męczeństwo świętej Doroty, niem. Die Marter der heiligen Dorothea) – obraz niemieckiego malarza Hansa Baldunga.
Fundatorem obrazu był prawdopodobnie spowiednik cesarza Maksymiliana I i opat fryburskiego klasztoru, Gregor Reisch. Temat obrazu artysta zaczerpnął ze Złotej legendy Jakuba de Voragine. Motyw opowiada o męczeńskiej śmierci Świętej Doroty, która pomimo dwutygodniowych tortur i morzenia głodem nie wyrzekła się wiary w Chrystusa. Zgodnie z tradycją artysta umieścił na obrazie kilka wątków związanych ze świętą.

## Opis i interpretacja obrazu
Na pierwszym planie znajduje się klęcząca Dorota ze złożonymi do modlitwy dłońmi. Jej włosy są lekko rozwiane, a na głowie spoczywa kwiatowy wianek. Odziana jest w czerwoną suknię jaka nosiły kobiety w XVI wiecznej północnej Europy. Kolor symbolizuje męczeńską śmierć kobiety. Za jej plecami stoi kat, który wyprostowany jedną nogą depcze jej suknie. Gest ten – calcatio oznaczający deptanie przeciwnika wywodzi się z bizantyjskiego ceremoniału oznaczającego odniesienia zwycięstwa nad przeciwnikiem. W tym przypadku może oznaczać pogardę dla wiary Doroty i jej miłości do Chrystusa. Oblicze kata potwierdza jego niechęć, a dodatkowo wykrzywiona twarz kontrastująca z pięknym obliczem świętej ma symbolizować jego grzeszne postępowanie. Zdeformowane postacie odnoszące się do prześladowców obrońców wiary ma tradycje średniowieczne i oznacza brzydotę ducha. Kat ubrany w pozornie bogaty strój dworski ma poszarpane nogawki. Dorota niezmienne odmawiała złożenia ofiary pogańskiemu bóstwu widocznemu na kolumnie nad głową świętej. Według legendy miała powiedzieć: 

Jestem gotowa znieść wszelkie cierpienie dla miłości mego Oblubieńca Jezusa Chrystusa, w którego cudownym ogrodzie czekają na mnie pachnące róże i jabłka (Jakub de Voragine, Złota legenda)

Dorota w modlitwie kieruje wzrok ku górze. Tam zza ciemnych chmur przebija światło, symbolizujące światło Chrystusa: Zgodnie z legendą Dorota miała usłyszeć słowa Boga: 

Chodź do mnie, Dziewicza Oblubienico, twoja modlitwa została wysłuchana

### Teofil i dziecko
Osobny wątek związany jest z postacią małego chłopca. Według legendy, adwokat Teofil spotkał Dorotę w drodze na kaźń. Widząc jej odwagę i determinację, ironicznie zapytał gdzie się tak śpieszy. W odpowiedzi usłyszał, iż do niebańskich ogrodów. Wówczas ten poprosił by ta przysłała mu z nich świeże kwiaty i owoce a wówczas i on uwierzy w Chrystusa. Przed śmiercią Doroty, 14 lutego, do świętej podeszło dziecko z koszem pełnych owoców i kwiatów. Ta odesłała je do Teofila. Baldung dwukrotnie namalował dziecko: przed Dorotą, gdzie pokazuje jej kosz i z lewej strony przed Teofilem, gdzie ciągnie go za płaszcz i pokazuje owoce. Według tradycji Teofil uwierzył w Chrystusa i poszedł w ślady Doroty; również poniósł śmierć męczeńską. Na topniejącym śniegu widać symboliczne ślady stóp. Postać Teofila również występuje dwa razy. Po raz drugi artysta przedstawił go po prawej stronie oczekującego na egzekucje. W wymownym geście rozkłada ręce. W lewej dłoni trzyma chusteczkę, bardzo podobną do encheiriony – chusteczki, którą na obrazach ukazujących ukrzyżowanie, zdjęcie z krzyża czy opłakiwania Chrystusa trzyma Matka Boża. Na obrazie ze świętą Dorotą ma ona symbolizować połączenie się w cierpieniu Teofila z męczennicą. Dziecko przy świętej i Teofil, jako jedyni na obrazie, spoglądają na widza.

### Symbolika architektury

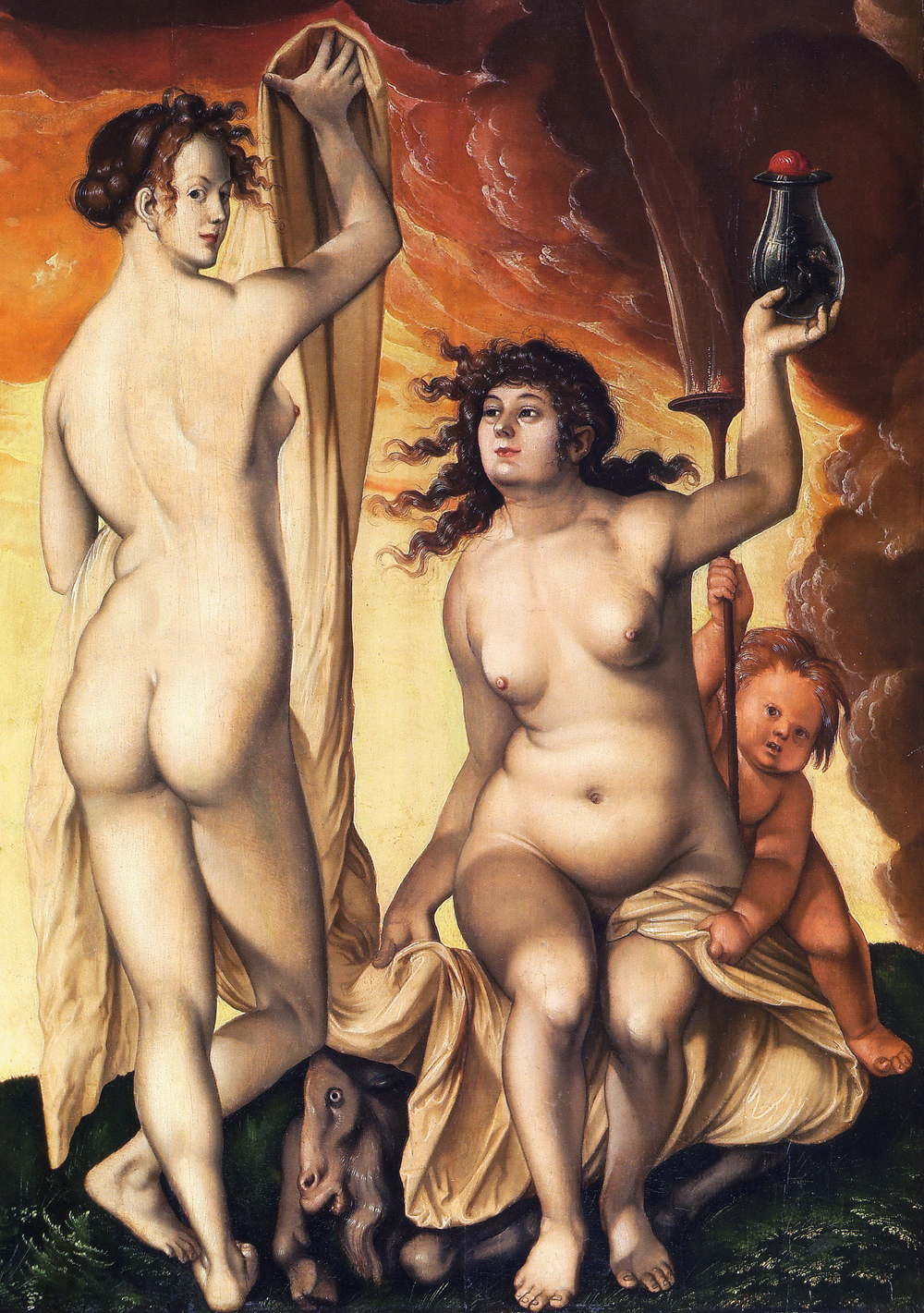
Hans Baldung, Dwie czarownice z 1523 roku ze Städel Museum we Frankfurcie

Scena kaźni rozgrywa się na tle murów pałacu kapadockiego namiestnika, który skazał Dorotę na męki i śmierć. Ściany są popękane, co może wskazywać na bliski upadek imperium i triumf chrześcijaństwa. U góry, na balkonie pod baldachimem, w szkarłatnym płaszczu widać namiestnika Suprycjusza, a wokół niego jego dworzanin. Wszyscy włącznie z błaznem są pogrążeni w smutku. Poniżej, na reliefie, widoczna jest płaskorzeźba przedstawiająca małpę galopująca na koniu i najeżdżającą na niedźwiedzia. Według ikonografii chrześcijańskiej małpa symbolizowała wady i występki człowieka, ociężałość w pełnieniu dobrych uczynków oraz grzeszników. Galopująca małpa jest więc symbolem głupoty i za chwilę wpadnie na niedźwiedzia, w konfrontacji z którym nie ma szans. Zwierzę może symbolizować chrześcijaństwo. Ukazanie małpy na obrazie mogą wyjaśniać również słowa Bernarda z Clairvaux: Małpą na dachu jest głupi król siedzący na tronie.

### Interpretacja postaci
Prawdopodobny fundator obrazu, Gregor Reisch, został umieszczony w prawym dolnym rogu obrazu. Prałat był autorem Margarita philosofica (Perły wiedzy), jednej z najważniejszych pozycji encyklopedycznych ówczesnych czasów. Tłem dla wszystkich przedstawionych scen jest pejzaż z okolic XVI wiecznego Fryburga, a pod postacią Teofila sportretowano cesarza Maksymiliana I Najbardziej tajemniczą postacią jest sama święta Dorota. Pomimo słów Jakuba de Voragine o niezwykłej urodzie kobiety, artysta nadał jej pospolite rysy z rozwianymi włosami. Jej wizerunek jest bardzo podobny do innych kobiet występujących na obrazach Baldunga, które przedstawiają czarownice z równie rozwianymi włosami, np. w Dwóch czarownicach z 1523 roku ze Städel Museum we Frankfurcie, czy w cyklu rycin z 1514 z Luwru. Motyw rozwianych włosów u kobiet przewija się w twórczości Baldunga wielokrotnie, zawsze ma znaczenie negatywne i wskazuje kobiety grzeszne (np. w postaci biblijnej Ewy) lub jak w cyklu obrazów obrazujących ideę memento mori, czyli śmierć i dziewczynę z zawsze rozwianymi długimi włosami. Choć nie wszystkie kobiety z dzieł artysty miały rozwiane włosy (np. w dziele Siedem etapów życia kobiety, z 1544 obecnie w Museum der Bildenden Künste, w Lipsku), to jak interpretuje Małgorzata Wrześniak: 

Rozwiane włosy były w twórczości Baldunga atrybutem kobiet upadłych, czarownic, grzesznej Ewy i stojącej nad grobem staruszki, mogły zatem wskazywać grzech i śmierć, a zwłaszcza grzech pierworodny, którego konsekwencją była utrata nieśmiertelności przez rodzaj ludzki.

Biorąc pod uwagę, iż powstanie obrazu zbiegło się z czasem, gdy we Fryburgu dyskutowano nad problemem sądownictwa karnego i skazywania na śmierć ludzi bez należytych dowodów, w tym czarownic, przedstawienie historii męczennicy Doroty mogło być jedynie przykrywką dla prawdziwego tematu dzieła. Bemalte mógł przedstawić tu historie zwykłej kobiety oskarżonej o czary i niewinnie skazanej na śmierć. Wskazówka do takiej interpretacji mogą być również słowa zamieszczone w Złotej Legendzie, a wypowiedziane po wyjściu Doroty cało z kilku zadanych jej torturom: wrzuceniu do kotła z wrzącym olejem oraz morzeniu głodem w więzieniu. Namiestnik zapytał: Jak długo będziesz jeszcze nas niepokoić swoimi czarami?
Cud kwiatowy świętej Doroty wobec takich interpretacji mógł być odczytywany wobec mu współczesnych jako przestroga dla władców tego świata, którzy świadomi swoich win i niegodziwości w smutku przyglądają się egzekucji i jednocześnie spodziewają się rychłego upadku cesarstwa zbudowanego w oparciu o niesprawiedliwe prawo.